# المحفير (بني علي)

تعديل مصدري - تعديل

المحفير محلة تابعة لقرية المسلقة، التابعة لعزلة بني علي بمديرية مذيخرة إحدى مديريات محافظة إب في الجمهورية اليمنية، بلغ تعداد سكانها 45 حسب تعداد اليمن لعام 2004.